# Lista produkcji studia Revolution Studios
Jest to chronologiczna lista filmów i seriali wyprodukowanych przez amerykańską niezależną wytwórnię Revolution Studios. Pierwszą produkcją wytwórni był film komediowy Kocurek z 2001.

## Produkcja

### Film

#### Filmy teatralne
- Kocurek (Tomcats, 2001)
- Zwierzak (The Animal, 2001)
- Ulubieńcy Ameryki (America's Sweethearts, 2001)
- Tylko jeden (The One, 2001)
- Helikopter w ogniu (Black Hawk Down, 2001)
- Nowy (The New Guy, 2002)
- Mistrz kamuflażu (The Master of Disguise, 2002)
- xXx (XXX, 2002)
- Kasa albo życie (Stealing Harvard, 2002)
- Lewy sercowy (Punch-Drunk Love, 2002)
- Pokojówka na Manhattanie (Maid in Manhattan, 2002)
- Gdy zapada zmrok (Darkness Falls lub When Darkness Falls, 2003)
- Łzy słońca (Tears of the Sun, 2003)
- Dwóch gniewnych ludzi (Anger Management, 2003)
- Małolaty u taty (Daddy Day Care, 2003)
- Wydział zabójstw, Hollywood (Hollywood Homicide, 2003)
- Gigli (2003)
- Radio (2003)
- Zaginione (The Missing, 2003)
- Uśmiech Mony Lizy (Mona Lisa Smile, 2003)
- Piotruś Pan (Peter Pan, 2003)
- Hellboy (2004)
- Dziś 13, jutro 30 (13 Going on 30, 2004)
- Agenci bardzo specjalni (White Chicks, 2004)
- Czarna książeczka (Little Black Book, 2004)
- Życie, którego nie było (The Forgotten, 2004)
- Święta Last Minute (Christmas with the Kranks, 2004)
- Daleko jeszcze? (Are We There Yet?, 2005)
- Anioł Stróż (Man of the House, 2005)
- xXx 2: Następny poziom (xXx: State of the Union, 2005)
- Niedokończone życie (An Unfinished Life, 2005)
- Mgła (The Fog, 2005)
- Zwyciężczyni z Ohio (The Prize Winner of Defiance, Ohio, 2005)
- Rent (2005)
- Kolor zbrodni (Freedomland, 2006)
- Grzanie ławy (The Benchwarmers, 2006)
- Klik: I robisz, co chcesz (Click, 2006)
- Mały (Little Man, 2006)
- Zoom: Akademia superbohaterów (Zoom, 2006)
- Rocky Balboa (2006)
- Jak długo jeszcze? (Are We Done Yet?, 2007)
- Ktoś całkiem obcy (Perfect Stranger, 2007)
- Next (2007)
- Małolaty na obozie (Daddy Day Camp, 2007)
- Bracia Solomon (The Brothers Solomon, 2007)
- Across the Universe (2007)
- Koń wodny: Legenda głębin (The Water Horse: Legend of the Deep, 2007)
- xXx: Reaktywacja (XXX: Return of Xander Cage, 2017)[1]

#### Filmy direct-to-video
- Hellboy. Miecz Burz (Hellboy: Sword of Storms, 2006)
- Hellboy – Krew i żelazo (Hellboy: Blood and Iron, 2007)
- Benchwarmers 2: Breaking Balls (2019)
- Grand-Daddy Day Care (2019)

### Telewizja

#### Seriale/Miniseriale TV
- Sędziowie z Queens (Queens Supreme, 2003; jako Revolution Television; 1 sezon i 13 odc.)
- Daleko jeszcze? (Are We There Yet?, 2010–2013; 3 sezony i 100 odc.)
- Drew Carey's Improv-A-Ganza (2011; jako Revolution Television; 1 sezon i 40 odc.)
- Pokojówka na Manhattanie (Maid in Manhattan, 2011-2012; 1 sezon i 163 odc.)
- Jeden gniewny Charlie (Anger Management, 2012–2014; 2 sezony i 100 odc.)

#### Filmy/Programy TV
- Samantha i Nellie (Samantha: An American Girl Holiday, 2004; jako Revolution Television)
- Przygoda Felicity (Felicity: An American Girl Adventure, 2005; jako Revolution Television)
- Molly na domowym froncie (Molly: An American Girl on the Home Front, 2006; jako Revolution Television)
- Rent: Live (2019)